# Bataille d'Ismaïlia
Guerre du Kippour
Batailles
- Opération Badr (1973)
- Bataille aérienne d'Ofira
- Première bataille du Mont Hermon
- Bataille de Lattaquié
- Deuxième bataille du Mont Hermon
- Bataille de Damiette (1973)
- Bataille aérienne d'El Mansoura
- Troisième bataille du Mont Hermon

La bataille d'Ismaïlia opposa l'armée égyptienne aux forces de défense israéliennes dans les derniers jours de la guerre du Kippour, du 18 au 22 octobre 1973. Elle se déroula au sud de la ville d'Ismaïlia, située sur la rive ouest du canal de Suez, en Égypte. Elle fut déclenchée par une offensive israélienne, dont l'objectif était d'enlever la position d'Ismaïlia afin de couper une grande partie de l'approvisionnement de la Seconde Armée égyptienne occupant cette rive du canal de Suez.
Les Égyptiens résistèrent victorieusement aux assauts répétés de leurs adversaires, arrivant ainsi à tenir la ville et à repousser l'armée israélienne. La bataille fut donc une victoire stratégique égyptienne, les forces égyptiennes échappant, de par leur ténacité, à l'encerclement, et réussissant à sécuriser leurs lignes d'approvisionnement. Les combats cessèrent à l'annonce d'un cessez-le-feu imposé par les Nations unies.